# تروبن
تروبن (به لاتین: Trubín) یک سکونتگاه مسکونی در جمهوری چک است که در Beroun District واقع شده‌است.

## خصوصیات
تروبن ۳٫۷۲ کیلومترمربع مساحت و ۳۳۵ نفر جمعیت دارد و ۲۸۱ متر بالاتر از سطح دریا واقع شده‌است.